# فؤاد يمين
فؤاد يمين (24 فبراير 1986-) ممثل ومقدم برامج لبناني 

## حياته ومشواره المهني
بدأ مشواره في سن الثالثة عشرة برز في مجال التمثيل والإخراج المسرحي بعدما نال شهادةً من الجامعة اللبنانية وأول فيلم قصير له كان بعنوان خبربة ونال أكثر من جائزة. عام 2004 أنشأ مع أخيه طوني فرقة MEEN الغنائية وقاما بإنتاج عدد كبير من مؤلفاتهم وتحويلها إلى ألبومات تتألف من أربعة أشخاص رالف شويري يعزف درامز مكرم أبو الحسن (بايص) برنار نجم (كيبورد) جوزيف همّام (غيتار)، بالإضافة إلى شقيقه طوني.
، استطاع أن يجسّد حياة الشباب اللبناني، في مجالات مختلفة، من خلال الإعلانات التي قام ببطولتها كان بطل سلسلة إعلانات مشروب BUZZ، التي تحمل شعار «خلّي الجوّ ولعان».
أول ظهور له كان في حملة «الجوّ ولعان» كان في عام 2012. نقل أفكار اللبنانيين من خلال البرنامج الساخر، الذي شارك في إعداده وتقديمه حالياً على قناة الجديد، بعنوان Chi N.N. 
برز، في العام 2012 مع أول دعاية مصورة من حملة «خلّي الجوّ ولعان» لــ BUZZ. الدعاية التي تدور أحداثها في السبعينيّات، يلتقي خلالها فؤاد بحبيبته ميرفا القاضي، وتبدأ السلسلة ببطولتيهما. حقّقت نجاحا بارزا لخمسة سنوات على التوالي، وعرضت على معظم شاشات التلفزة اللبنانية. ساهمَ في العديد من المسرحيات الخاصة بالأطفال، خصوصاً مع الفنان كريم دكروب عضو في جمعية «خيال» ويعمل في مسرح الدمى اللبناني منذ أكثر من 10 سنوات. كما أنه يعمل مع جمعية «ابتسامة»، حيث يزور الأطفال المصابين بالسرطان في المستشفيات، متنكرين بملابس أطباء مهرجين منذ العام 2008
خسر الكثير من وزنه في منتصف العام 2016 بعدما عرف بسمنته المفرطة عندما خضع لعملية جراحية ً لتخفيض وزنه وأصبح ينتبه كثيراً للطعام الذي يتناوله«. لأن حالته الصحية وفحوصات الدم التي أجراها لم تكن جيدة». في نوفمبر انتقل إلى شاشة المؤسسة اللبنانية للإرسال مع باقي فريق عمل شي ان ان ليقدم برنامج بي بي شي أي وأيضا برنامج المواعيد الغرامية تيك مي آوت-نقشت بعدما اختارته المنتجة رولا سعد لتقديم البرنامج واصفة بأنه صنع له كونه شخصية كوميدية 

### حياته الأسرية
تزوج في الثاني من أكتوبر 2016 من سيرينا الشامي، وعقد الزواج في كنيسة مار يوحنا في بلدته بيت شباب
في ديسمبر 2017 رزق بابنه الأول«وسيم».في فبراير  2025 رزق بابنه الثاني "غدي"

## أعماله

### التلفزيون
- 2011-2016: شي أن أن
- 2016: بي بي شي آي
- 2016-2017: تيك مي آوت-نقشت
- 2020: من الآخر
- 2020: فكسر
- 2021: دور العمر
- 2021: داون تاون

### السينما
- 2022: ولا غلطة (فيلم)ولا غلطة
- 2022:عالم التلفزيون[12]
- 2022:طرف تالت[13]
- 2022: أصحاب ولا أعز[14]
- 2016: بينجو
- 2016: الإهانة
- 2016: يلا عقبالكن شباب
- 2016: كاش فلو 2
- 2015: فيلم كتير كبير
- 2015: السيدة الثانية
- 2014: فيتامين
- 2011: وهلأ لوين
- 2009: دخان بلا نار
- 2008: بيتك يا ستي
- 2007: خبرية[15]

### المسرح
- 2018: مجنون ليلى [16]
- 2018: حكي رجال [17]
- 2016: الملك لير
- 2016: بستان الكرز
- 2008: مسرحية فيلم كتير كبير

### في الغناء
أصدر مع فريق مين ثمانية ألبومات غنائية منها:- 
- 2016: رشيني بل كلش [18]
- 2011: عروسة بكسين
- Live (2009)
- Mni L Manjam 3al Marreekh (2009)
- Teer w 3aleh ya balon (2009)
- La Gebran - Kadar L a7rar (2007)
- Yalla nerqoud (2007)
- Ma3 Meen (2006)
- Banadoura compilation (2006)
- Qamlo L 7arb (2006)

## روابط خارجية
- فؤاد يمين على موقع قاعدة بيانات الأفلام العربية